# 黄岩区
黄岩区（こうがん-く）は、中華人民共和国浙江省台州市に位置する市轄区。

## 行政区画
- 街道：東城街道、南城街道、西城街道、北城街道、新前街道、澄江街道、江口街道、高橋街道
- 鎮：寧渓鎮、北洋鎮、頭陀鎮、院橋鎮、沙埠鎮
- 郷：嶼頭郷、上鄭郷、富山郷、茅畲郷、上垟郷、平田郷

## 交通
- 台州駅